# Плевел многолетний
Плевел многолетний, или Английский райграс, или Пастбищный рейграс (лат. Lolium perenne) — травянистое цветковое растение, вид рода Плевел (Lolium) семейства Злаки (Poaceae). Одна из лучших кормовых трав.

## Название
В синонимику вида входят следующие названия:
- Lolium boucheanum Kunth — Плевел Буше
- Lolium brasilianum Kunth — Плевел бразильский
- Lolium canadense Kunth — Плевел канадский
- Lolium cristatum L. ex Nyman — Плевел хохлатый, или Плевел гребенчатый
- Lolium marschallii Steven — Плевел Маршалла

## Распространение и экология
Двулетнее или многолетнее травянистое растение, исходный ареал которого охватывал Европу (кроме Арктики), Северную Африку, Переднюю Азию, а также более восточные регионы Азии (вплоть до Гималаев), включая юг Западной Сибири. Позже растение широко распространилось по всем внетропическим регионам планеты как заносное или интродуцированное, что связано с его активным культивированием. Встречается в полях, на лугах, в лесах на полянах, у дорог, в населённых пунктах.
Рыхлокустовой и низовой злак озимого типа развития — в первый год образует большое количество вегетативных побегов, которые после перезимовки формируют семена. При хорошем развитии вегетативных побегов одно растение может дать 1000 и более семян. Семена сохраняют всхожесть 3—5 лет.  Также размножается вегетативно — делением куста. Вегетационный период длится 78—92 дня.
Незасухоустойчив, не выносит избыточного увлажнения и высокого уровня грунтовых вод. Не выносит бесснежных зим, весенних и осенних заморозков. Отзывчив на внесение удобрений (особенно азотных) и полив. Хорошо растёт на разных типах почв — плодородных и некислых, на тяжелых, глинистых, но водопроницаемых. На торфяниках быстро выпадает. Мало пригодны оподзоленные участки и пески.
Повреждается ржавчиной, мучнистой росой, септориозом, головнёй, черной пятнистостью, антракнозом.

## Ботаническое описание

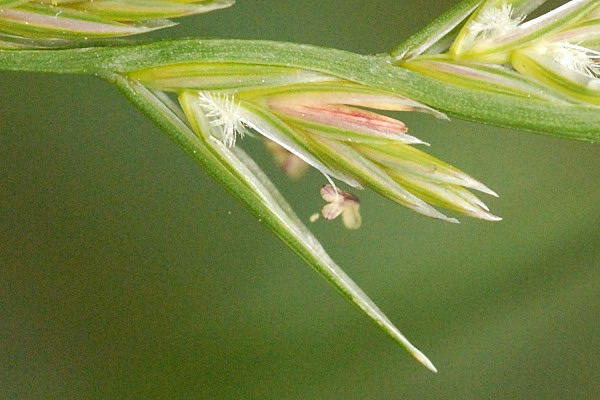
Колосок плевела многолетнего крупным планом

Растение высотой до 70 см (обычно — от 15 см до полуметра) с мощной корневой системой.
У плевела многолетнего имеются как вегетативные, так и генеративные побеги, что отличает его от других видов плевела (у которых все побеги являются генеративными).
Стебли гладкие. Листовая пластинка голая и гладкая, шириной до 4 мм, сверху тусклая, сизовато-зелёная, снизу блестящая, светло-зелёная. Листовое влагалище сплюснутое, иногда красноватое. Язычок (плёнчатый вырост на границе влагалища и листовой пластинки) короткий.
Соцветие — расположенный на верхушке побега одиночный сложный колос длиной от 8 до 15 см с гладкой осью. Колоски, из которых он состоит, расположены на его оси очерёдно по одному, обращены узкой стороной (как и у других видов плевела) к оси соцветия; их длина — от 7 до 15 мм, они несут от 4 до 10 цветков; колосковые чешуи (чешуи на основании осей колосков) похожи на кроющие листы, они короче колосков (имеют длину от 6 до 9 мм); у каждого колоска имеется только одна колосковая чешуя. Нижние цветковые чешуи туповатые, безостые.
Плод — зерновка.
Время цветения — с июня по сентябрь; время плодоношения — с июля по октябрь. Пыльца райграса часто вызывает аллергию.

## Химический состав
Свежая трава содержит 100—110 мг % каротина.

## Значение и применение
На пастбище и в сене поедается всеми видами домашних животных, в том числе свиньями, гусями и утками. Особенно ценится как пастбищное растение так как выносит вытаптывание, а после стравливания и укоса быстро отрастает и даёт большую зелёную массу, даже больше, чем мятлик луговой (Poa pratensis) и тимофеевка (Phleum). При пастбищном использовании держится 7—8 лет.
Поедается европейским лосём (Alces alces Linnaeus).
Одно из лучших растения для устройства газонов в парках, садах, палисадниках. Постоянная короткая стрижка, частое удобрение, полив могут создать в городах отличные газоны.
Имеется несколько культурных сортов.